# البعيرات
قرية البعيرات هي إحدى القرى التابعة لمركز القرنة في محافظة الأقصر في جمهورية مصر العربية. حسب إحصاءات سنة 2006، بلغ إجمالي السكان في البعيرات 16063 نسمة، منهم 8140 رجل و7923 امرأة.